# 清澤又四郎
清澤 又四郎（きよさわ またしろう、1903年1月20日 - 2001年7月4日）は、日本の眼科医。日本医師会副会長、福岡県医師会会長。

## 経歴
福岡県立中学修猷館、旧制佐賀高等学校を経て、1927年、九州帝国大学医学部を卒業する。
1962年4月、日本医師会の第39回定例代議員会において、日本医師会副会長に選任され、同会長であった武見太郎を補佐する。
他に、福岡県眼科医会会長、福岡県対がん協会会長、日本眼科医会副会長、福岡市医師会会長、福岡県医師会会長などを歴任する。
1973年、勲三等瑞宝章を受章する。1983年、対がん協会賞を受賞する。
2001年7月4日死去、同年8月19日、日本医師会と福岡県医師会による合同葬が営まれた。